# 洗礼者ヨハネ (カラヴァッジョ、ネルソン・アトキンス美術館)
『洗礼者ヨハネ』（せんれいしゃヨハネ、伊: San Giovanni Battista、英: Saint John the Baptist）、または『荒野の洗礼者ヨハネ』（こうやのせんれいしゃヨハネ、英: Saint John the Baptist in the Wilderness）は、イタリア・バロック期の巨匠カラヴァッジョが1604年にキャンバス上に油彩で制作した絵画で、カラヴァッジョが生涯で何度も取り上げた洗礼者ヨハネを主題としている。カラヴァッジョの『ホロフェルネスの首を斬るユーディット』 (バルベリーニ宮国立古典絵画館、ローマ)、『聖フランチェスコの法悦』 (ワズワース・アテネウム美術館、ハートフォード) を所有していたジェノヴァの銀行家オッターヴィオ・コスタが発注した。本来、コスタの故郷アルベンガにあった私的な小聖堂の祭壇画として設置されるはずであったが、作品を気に入ったコスタの手元に置かれた。1952年にネルソン・アトキンス美術館 (カンザスシティ) に購入されて以来、同美術館に展示されている。

## 作品
本来、小聖堂用の祭壇画であった本作は、縦が173センチほどある堂々とした洗礼者ヨハネ像である。1602年にチリアアーコ・マッテイのために描かれた『洗礼者ヨハネ』 (カピトリーノ美術館、ローマ) は少年であるが、ヨハネは青年として表されている。また、裸体ではなく、赤色のマントと毛皮で下半身を覆っており、葦の十字架を手にしている。
ヨハネは、『ベルヴェデーレのトルソ』や『ラオコーン像』 (ともにヴァチカン美術館、ローマ) を想起させるような身体美を持っているが、何かを瞑想するかのように顔をややうつむけている。その身体は月の、あるいは人工的な強い光を浴びて、明暗と深い陰で造形され、強調されているのが特徴的である。背後に見えるのは伝統的に十字架の木とされる樫の木であり、ヨハネの足元にはイエス・キリストの死を暗示するビロードモウズイカが描かれている。また、右側には、イナゴマメの木の葉が描かれていることがわかった。その食用の実は「聖ヨハネのパン」とも呼ばれる。
深く瞑想するヨハネの悲し気な目やその陰は、『キリストの捕縛』 (アイルランド国立美術館、ダブリン) のキリストを思わせる。また、強烈な光と陰のコントラストは、サンタ・マリア・デル・ポポロ聖堂 (ローマ) のチェラージ礼拝堂にある『聖パウロの回心』や『ロレートの聖母』 (サンタゴスティーノ聖堂、ローマ) と共通するように思われる。作品全体の瞑想的でメランコリックな雰囲気は初期の作品には見られないものである。さらに赤色のマントの襞には、バロック的といえる動きが認められる。

## ギャラリー

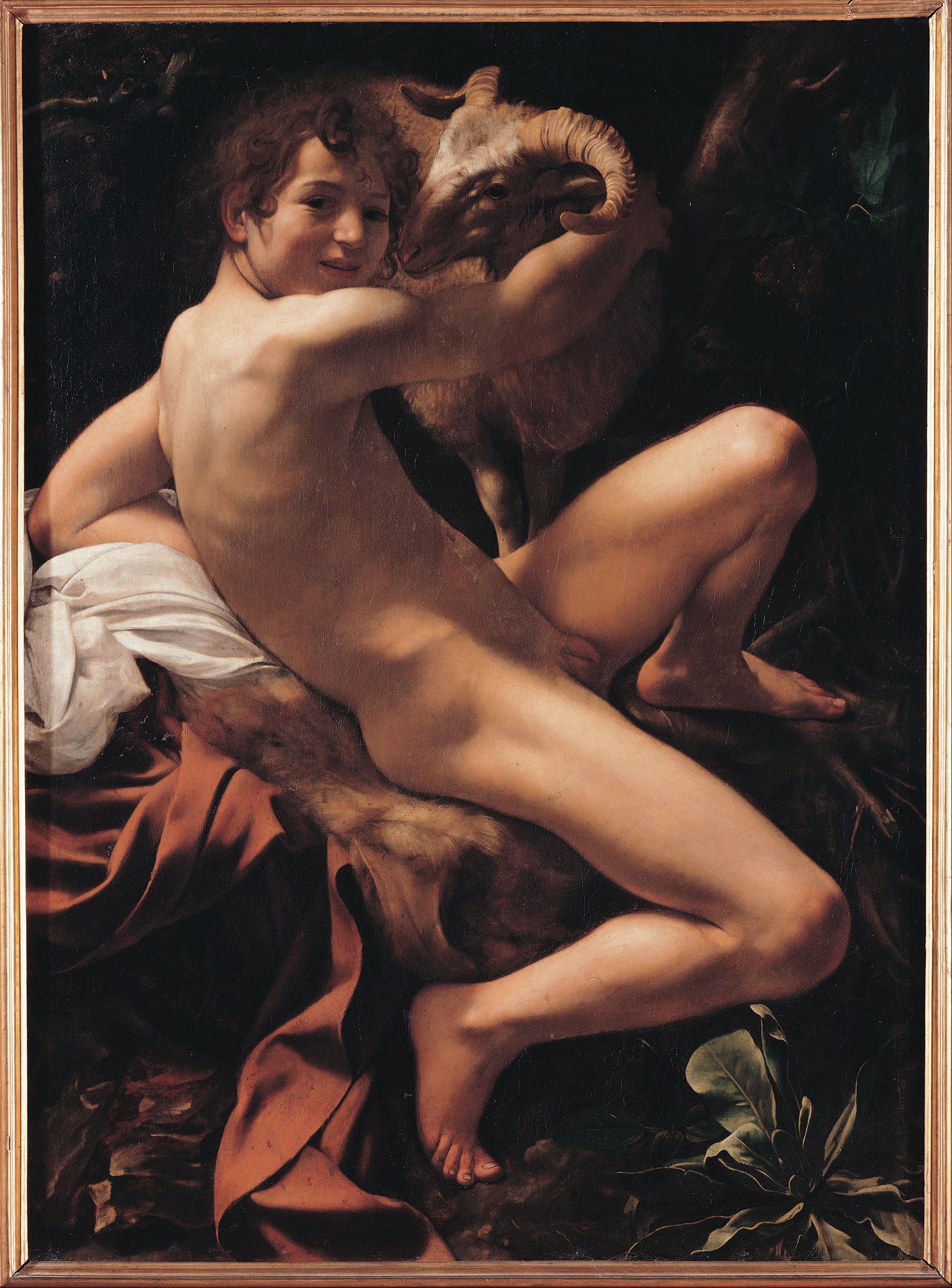
カラヴァッジョ『洗礼者ヨハネ』(1602年)、カピトリーノ美術館、ローマ
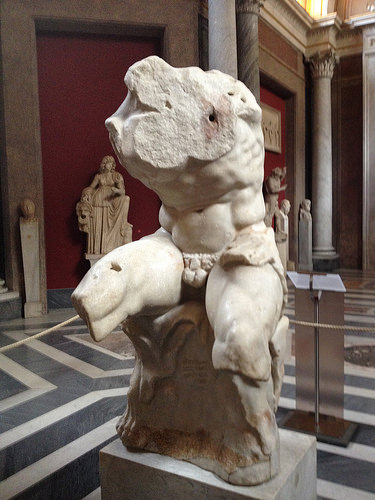
『ベルヴェデーレのトルソ』 (紀元前1世紀-紀元後1世紀)、ヴァチカン美術館、ローマ
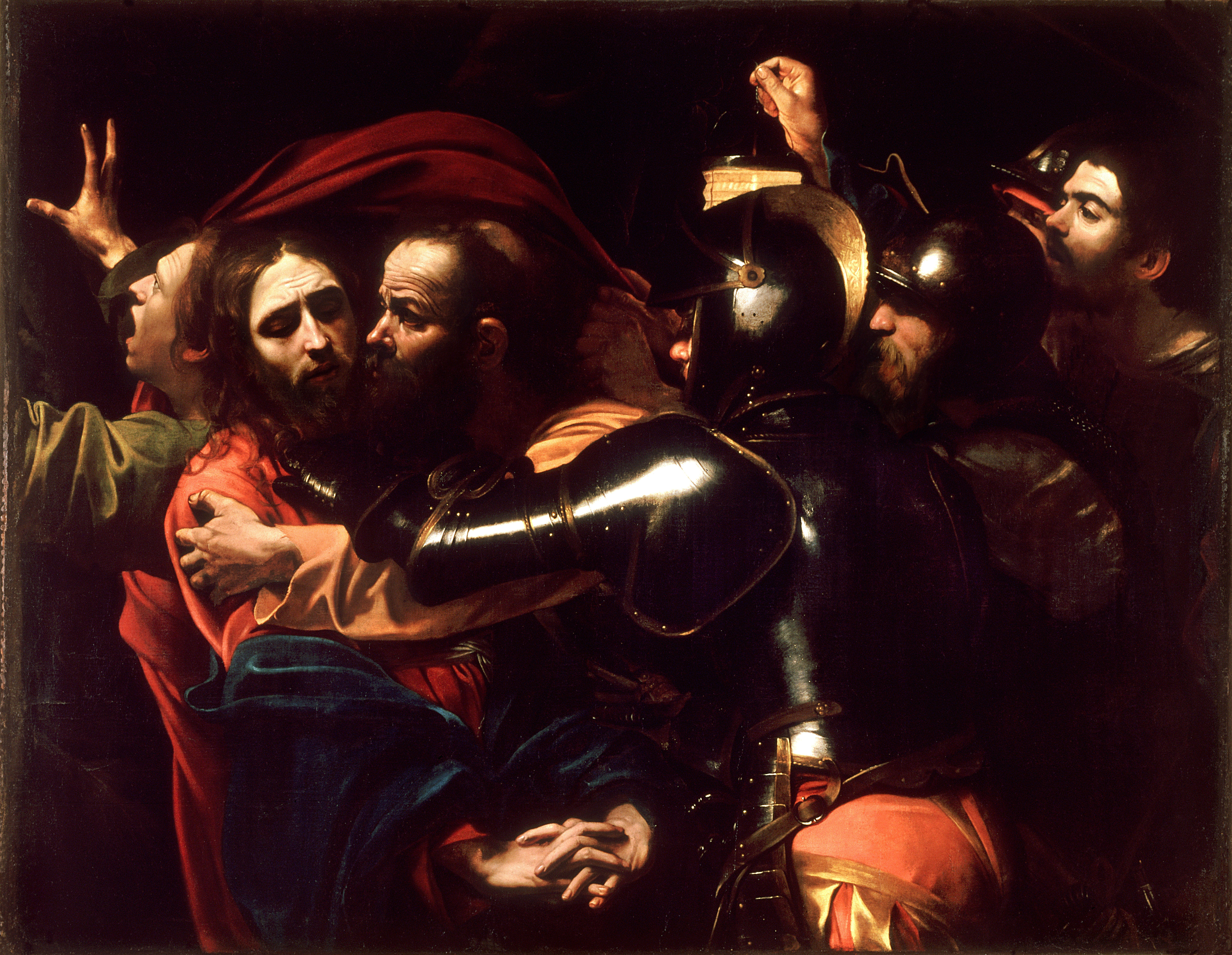
カラヴァッジョ『キリストの捕縛』 (1602年ごろ)、アイルランド国立美術館、ダブリン
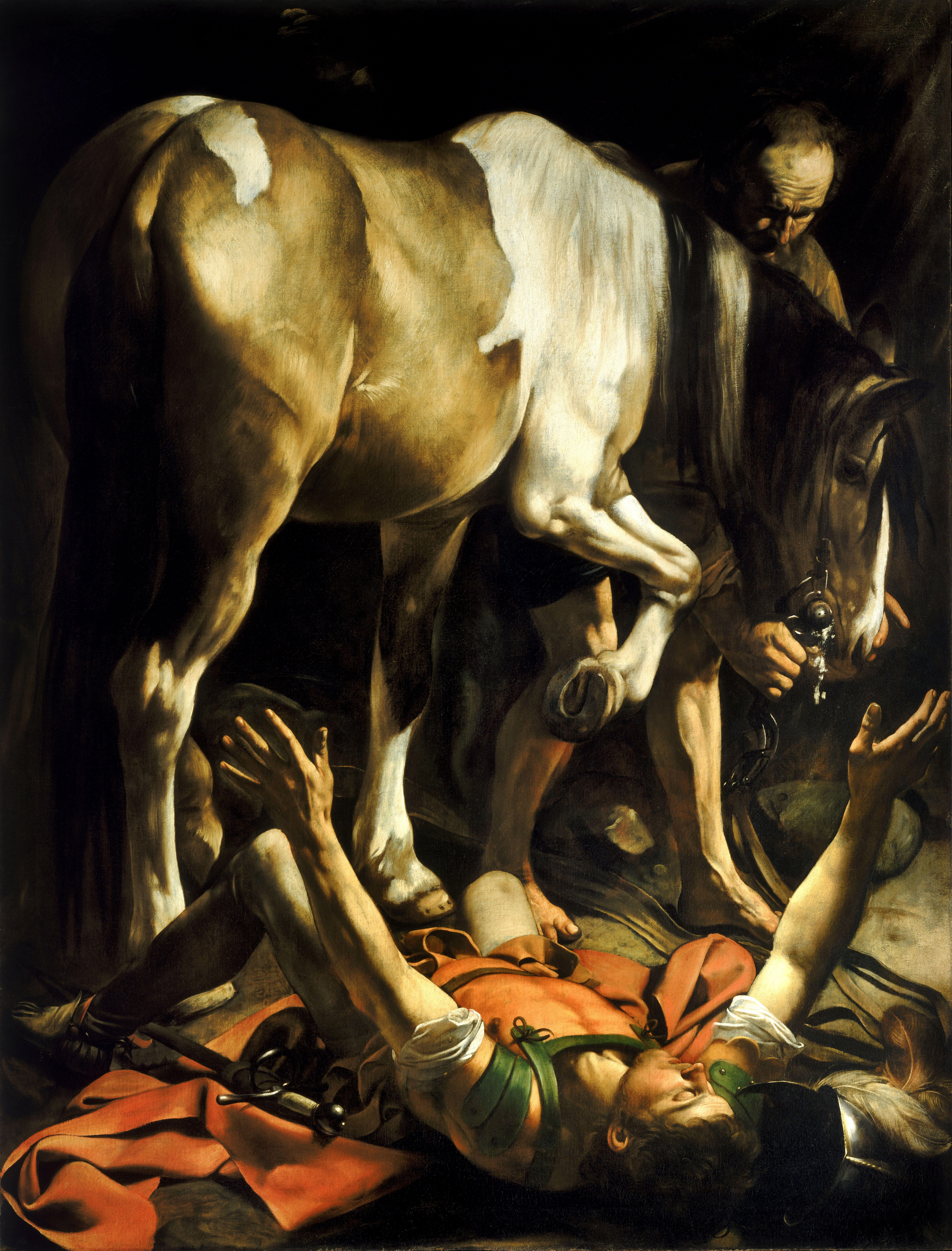
『聖パウロの回心』 (1601年)、サンタ・マリア・デル・ポポロ聖堂（英語版） (チェラージ礼拝堂（英語版）)、ローマ